# Саланка

Местоположение на карте Восточных Пиреней

Саланка (фр. Salanque) — естественная область и северо-восточная часть исторического района Каталонии Руссильон, который сейчас находится на территории современного французского департамента Восточные Пиренеи. Крупные города: Сен-Лоран-де-ла-Саланк (8 488 чел.), Ривзальт (8 625 чел.). Состоит из 11 коммун.